# Paco López
Paco López, właśc. Francisco José López Fernández (ur. 19 września 1967 w Silli) – hiszpański trener i piłkarz, grający na pozycji napastnika.

## Kariera piłkarska
Paco López jest wychowankiem hiszpańskiego klubu Valencia CF. W 1985 roku zaczął grać w rezerwach tego zespołu, ale nigdy nie udało mu się przebić do pierwszej drużyny. Po odejściu z Valencii zaliczył przygody w mało znanych klubach z niższych lig. W 1991 roku został piłkarzem Hércules CF. W barwach tego klubu występował do 1994 roku, kiedy to został piłkarzem CF Extremadura. W 1995 przeniósł się do Levante UD, ale jeszcze w tym samym roku odszedł do CD Castellón. W 1998 roku został piłkarzem Realu Murcia. W 1999 roku odszedł do Benidorm CF. W 2002 roku zdecydował się zakończyć karierę piłkarską.

## Kariera trenerska
Karierę trenerską rozpoczął w 2004 roku zostając trenerem trzeciej drużyny klubu Villarreal CF. W 2005 roku został szkoleniowcem klubu Catarroja CF, który trenował do 2008 roku. W 2008 roku powrócił do klubu Benidorm CF tym razem w roli trenera. Jednak odszedł z tego klubu już po roku. W 2009 roku został trenerem CD Alcoyano. Ten klub trenował do 2011 roku. W 2011 roku przez krótko trenował klub FC Cartagena. W 2012 roku powrócił do Valencii i został szkoleniowcem rezerw tego klubu. W 2013 roku ponownie objął trzecią drużynę Villarrealu a w 2014 roku zaczął trenować rezerwy tego klubu. W 2017 roku powrócił do Levante i rozpoczął pracę na stanowisku trenera rezerw tego klubu. 4 marca 2018 roku, po zwolnieniu Juana Muñiza, został trenerem pierwszej drużyny Levante.